# Anomophysis coxalis
Anomophysis coxalis är en skalbaggsart som först beskrevs av Charles Joseph Gahan 1900.  Anomophysis coxalis ingår i släktet Anomophysis och familjen långhorningar. Inga underarter finns listade i Catalogue of Life.